# (7795) 1996 AN15
(7795) 1996 AN15 est un astéroïde de la ceinture principale découvert en 1996.

## Description
(7795) 1996 AN15 a été découvert le 14 janvier 1996 à la station de Xinglong, dans la province chinoise d'Hebei (Chine), par le Beijing Schmidt CCD Asteroid Program.

### Caractéristiques orbitales
L'orbite de cet astéroïde est caractérisée par un demi-grand axe de 2,29 UA, un périhélie de 2,21 UA, une excentricité de 0,04 et une inclinaison de 7,62° par rapport à l'écliptique. Du fait de ces caractéristiques, à savoir un demi-grand axe compris entre 2 et 3,2 UA et un périhélie supérieur à 1,666 UA, il est classé, selon la JPL Small-Body Database, comme objet de la ceinture principale.

### Caractéristiques physiques
(7795) 1996 AN15 a une magnitude absolue (H) de 15,0 et un albédo estimé à 0,135.